# Glaphyra sikkimana
Glaphyra sikkimana är en skalbaggsart som beskrevs av Holzschuh 2003. Glaphyra sikkimana ingår i släktet Glaphyra och familjen långhorningar. Inga underarter finns listade i Catalogue of Life.